# جوليان سانشيز (سياسي)
جوليان سانشيز هو سياسي فرنسي، ولد في 19 أكتوبر 1983 في أرجنتوي في فرنسا. نشط حزبياً في التجمع الوطني.

## مناصب
- انتخب  خلال فترته النيابية ‏ (18 مايو 2020 – ).
- انتخب Mayor of Beaucaire ‏ خلال فترته النيابية ‏ (26 مايو 2020 – ).
- انتخب  خلال فترته النيابية ‏ (30 مارس 2014 – 17 مايو 2020).
- انتخب  لترشحه ضمن قائمة بوكير، غارد، خلال فترته النيابية ‏ (30 مارس 2014 – ).
- انتخب Regional councillor of Occitanie ‏ عن دائرة غارد وقد انضم خلال فترته النيابية ‏ (2016 – ) للكتلة البرلمانية .
- انتخب Mayor of Beaucaire ‏ خلال فترته النيابية ‏ (5 أبريل 2014 – 25 مايو 2020).